# Stati Uniti d'America ai Giochi della XXI Olimpiade
Gli Stati Uniti d'America parteciparono ai Giochi della XXI Olimpiade che si sono svolti a Montréal dal 17 luglio al 1º agosto 1976, con una delegazione di 396 atleti impegnati in 19 discipline per un totale di 189 competizioni. Portabandiera alla cerimonia di apertura fu il nuotatore Gary Hall Sr., alla sua terza Olimpiade.
Il bottino della squadra fu di 94 medaglie: 34 d'oro, 35 d'argento e 25 di bronzo, che la posero al terzo posto nel medagliere complessivo, dietro all'Unione Sovietica e alla Germania Est. Gli Stati Uniti risultarono al primo posto nelle graduatorie del nuoto, con 13 medaglie d'oro di cui 12 nelle gare maschili, del pugilato, con cinque medaglie d'oro, del tiro con l'arco, dove si aggiudicarono entrambi i titoli in palio, e della pallacanestro, dove vinsero l'oro nel torneo maschile e l'argento in quello femminile. Furono invece solamente secondi nell'atletica leggera, preceduti dalla Germania Est, dove per la prima volta non conquistarono nessun titolo nelle gare di velocità individuale. L'atleta plurititolato fu il nuotatore John Naber che raccolse, seppur parzialmente, l'eredità di Mark Spitz vincendo di quattro medaglie d'oro e una d'argento.

## Medaglie
| Medaglia | Nome | Sport             | Evento                        |
| -------- | --- | ----------------- | ----------------------------- |
| Oro      | Edwin Moses | Atletica leggera  | 400 ostacoli                  |
| Oro      | Harvey Glance Millard Hampton Lam Jones Steve Riddick                                                                          | Atletica leggera  | Staffetta 4×100               |
| Oro      | Benny Brown Herman Frazier Fred Newhouse Maxie Parks                                                                           | Atletica leggera  | Staffetta 4×400               |
| Oro      | Arnie Robinson | Atletica leggera  | Salto in lungo                |
| Oro      | Mac Wilkins | Atletica leggera  | Lancio del disco              |
| Oro      | Bruce Jenner | Atletica leggera  | Decathlon                     |
| Oro      | Edmund Coffin | Equitazione       | Concorso completo individuale |
| Oro      | Mary Tauskey Edmund Coffin Bruce Davidson Michael Plumb                                                                        | Equitazione       | Concorso completo a squadre   |
| Oro      | John Peterson | Lotta libera      | Pesi medi                     |
| Oro      | Jim Montgomery | Nuoto             | 100 stile libero              |
| Oro      | Bruce Furniss | Nuoto             | 200 stile libero              |
| Oro      | Brian Goodell | Nuoto             | 400 stile libero              |
| Oro      | Brian Goodell | Nuoto             | 1500 stile libero             |
| Oro      | John Naber | Nuoto             | 100 dorso                     |
| Oro      | John Naber | Nuoto             | 200 dorso                     |
| Oro      | John Hencken | Nuoto             | 100 rana                      |
| Oro      | Matt Vogel | Nuoto             | 100 farfalla                  |
| Oro      | Mike Bruner | Nuoto             | 200 farfalla                  |
| Oro      | Rod Strachan | Nuoto             | 400 misti                     |
| Oro      | John Naber Mike Bruner Bruce Furniss Jim Montgomery                                                                            | Nuoto             | Staffetta 4x200 stile libero  |
| Oro      | John Naber Matt Vogel John Hencken Jim Montgomery                                                                              | Nuoto             | Staffetta 4x100 mista         |
| Oro      | Kim Peyton Jill Sterkel Shirley Babashoff Wendy Boglioli                                                                       | Nuoto             | Staffetta 4x100 stile libero  |
| Oro      | Stati Uniti | Pallacanestro     | Torneo Maschile               |
| Oro      | Leo Randolph | Pugilato          | Pesi mosca                    |
| Oro      | Howard Davis | Pugilato          | Pesi leggeri                  |
| Oro      | Ray Leonard | Pugilato          | Pesi welter junior            |
| Oro      | Michael Spinks | Pugilato          | Pesi medi                     |
| Oro      | Leon Spinks | Pugilato          | Pesi massimi leggeri          |
| Oro      | Lanny Bassham | Tiro a segno      | Fucile 50 m tre posizioni     |
| Oro      | Donald Haldeman | Tiro a segno      | Fossa olimpica                |
| Oro      | Darrell Pace | Tiro con l'arco   | Individuale maschile          |
| Oro      | Luann Ryon | Tiro con l'arco   | Individuale femminile         |
| Oro      | Phil Boggs | Tuffi             | Trampolino 3 m maschile       |
| Oro      | Jennifer Chandler | Tuffi             | Trampolino 3 m femminile      |
| Argento  | Millard Hampton | Atletica leggera  | 200 metri                     |
| Argento  | Fred Newhouse | Atletica leggera  | 400 metri                     |
| Argento  | Michael Shine | Atletica leggera  | 400 ostacoli                  |
| Argento  | Frank Shorter | Atletica leggera  | Maratona                      |
| Argento  | Randy Williams | Atletica leggera  | Salto in lungo                |
| Argento  | James Butts | Atletica leggera  | Salto triplo                  |
| Argento  | Rosalyn Bryant Sheila Ingram Pamela Jiles Debra Sapenter                                                                       | Atletica leggera  | Staffetta 4×400               |
| Argento  | Kathy McMillan | Atletica leggera  | Salto in lungo                |
| Argento  | Calvin Coffey Michael Staines                                                                                                  | Canottaggio       | Due Senza                     |
| Argento  | Joan Lind | Canottaggio       | Singolo                       |
| Argento  | Michael Plumb | Equitazione       | Concorso completo individuale |
| Argento  | Lloyd Keaser | Lotta libera      | Pesi leggeri                  |
| Argento  | Benjamin Peterson | Lotta libera      | Pesi massimi leggeri          |
| Argento  | Russell Hellickson | Lotta libera      | Pesi massimi                  |
| Argento  | Jack Babashoff | Nuoto             | 100 stile libero              |
| Argento  | John Naber | Nuoto             | 200 stile libero              |
| Argento  | Timothy Shaw | Nuoto             | 400 stile libero              |
| Argento  | Bobby Hackett | Nuoto             | 1500 stile libero             |
| Argento  | Peter Rocca | Nuoto             | 100 dorso                     |
| Argento  | Peter Rocca | Nuoto             | 200 dorso                     |
| Argento  | John Hencken | Nuoto             | 200 rana                      |
| Argento  | Joe Bottom | Nuoto             | 100 farfalla                  |
| Argento  | Steve Gregg | Nuoto             | 200 farfalla                  |
| Argento  | Tim McKee | Nuoto             | 400 misti                     |
| Argento  | Shirley Babashoff | Nuoto             | 200 stile libero              |
| Argento  | Shirley Babashoff | Nuoto             | 400 stile libero              |
| Argento  | Shirley Babashoff | Nuoto             | 800 stile libero              |
| Argento  | Camille Wright Shirley Babashoff Linda Jezek Lauri Siering                                                                     | Nuoto             | Staffetta 4x100 mista         |
| Argento  | Unione Sovietica | Pallacanestro     | Torneo femminile              |
| Argento  | Charles Mooney | Pugilato          | Pesi gallo                    |
| Argento  | Lee James | Sollevamento pesi | Pesi medio-massimi            |
| Argento  | Margaret Murdock | Tiro a segno      | Fucile 50 m tre posizioni     |
| Argento  | Greg Louganis | Tuffi             | Piattaforma 10 m              |
| Argento  | Walter Glasgow Richard Hoepfner John Kolius                                                                                    | Vela              | Classe Soling                 |
| Argento  | David McFaull Michael Rothwell                                                                                                 | Vela              | Classe Tornado                |
| Bronzo   | Dwayne Evans | Atletica leggera  | 200 metri                     |
| Bronzo   | Herman Frazier | Atletica leggera  | 400 metri                     |
| Bronzo   | Rick Wohlhuter | Atletica leggera  | 800 metri                     |
| Bronzo   | Willie Davenport | Atletica leggera  | 110 ostacoli                  |
| Bronzo   | Dwight Stones | Atletica leggera  | Salto in alto                 |
| Bronzo   | David Roberts | Atletica leggera  | Salto con l'asta              |
| Bronzo   | John Powell | Atletica leggera  | Lancio del disco              |
| Bronzo   | Kathy Schmidt | Atletica leggera  | Lancio del giavellotto        |
| Bronzo   | Lynn Silliman Anne Warner Jacqueline Zoch Marion Greig Peggy McCarthy Gail Ricketson Carol Brown Anita DeFrantz Carolyn Graves | Canottaggio       | Otto                          |
| Bronzo   | Hilda Gurney Edith Master Dorothy Morkis                                                                                       | Equitazione       | Dressage a squadre            |
| Bronzo   | Peter Kormann | Ginnastica        | Corpo libero                  |
| Bronzo   | Allen Coage | Judo              | Pesi massimi                  |
| Bronzo   | Gene Davis | Lotta libera      | Pesi piuma                    |
| Bronzo   | Stanley Dziedzic | Lotta libera      | Pesi welter                   |
| Bronzo   | Jim Montgomery | Nuoto             | 200 stile libero              |
| Bronzo   | Dan Harrigan | Nuoto             | 200 dorso                     |
| Bronzo   | Rick Colella | Nuoto             | 200 rana                      |
| Bronzo   | Gary Hall Sr. | Nuoto             | 100 farfalla                  |
| Bronzo   | Bill Forrester | Nuoto             | 200 farfalla                  |
| Bronzo   | Wendy Weinberg | Nuoto             | 800 stile libero              |
| Bronzo   | Wendy Boglioli | Nuoto             | 100 farfalla                  |
| Bronzo   | John Tate | Pugilato          | Pesi massimi                  |
| Bronzo   | Cynthia McIngvale | Tuffi             | Trampolino 3 m                |
| Bronzo   | Deborah Wilson | Tuffi             | Piattaforma 10 m              |
| Bronzo   | Dennis Conner Conn Findlay | Vela              | Classe Tempest                |

## Risultati

### Pallacanestro
- Uomini

| Atleta | Classifica |
| --- | ---------- |
| V · D · M Nazionale statunitense - Pallacanestro ai Giochi della XXI Olimpiade - Torneo maschile 4 Ford · 5 Sheppard · 6 Dantley · 7 Davis · 8 Buckner · 9 Grunfeld · 10 Carr · 11 May · 12 Armstrong · 13 LaGarde · 14 Hubbard · 15 Kupchak · All. Dean Smith | Oro        |
| Nazionale statunitense - Pallacanestro ai Giochi della XXI Olimpiade - Torneo maschile |            |
| 4 Ford · 5 Sheppard · 6 Dantley · 7 Davis · 8 Buckner · 9 Grunfeld · 10 Carr · 11 May · 12 Armstrong · 13 LaGarde · 14 Hubbard · 15 Kupchak · All. Dean Smith                                                                                                  |            |

- Donne

| Atleta | Classifica |
| --- | ---------- |
| V · D · M Nazionale statunitense - Pallacanestro ai Giochi della XXI Olimpiade - Torneo femminile 4 Brogdon · 5 Rojcewicz · 6 Meyers · 7 Harris · 8 Dunkle · 9 Lewis · 10 Lieberman · 11 Marquis · 12 Roberts · 13 O'Connor · 14 Head · 15 Simpson · All. Billie Moore | Argento    |
| Nazionale statunitense - Pallacanestro ai Giochi della XXI Olimpiade - Torneo femminile |            |
| 4 Brogdon · 5 Rojcewicz · 6 Meyers · 7 Harris · 8 Dunkle · 9 Lewis · 10 Lieberman · 11 Marquis · 12 Roberts · 13 O'Connor · 14 Head · 15 Simpson · All. Billie Moore                                                                                                   |            |